# Porta d'Ossuna
Porta d'Ossuna era un'antica porta di Palermo ubicata nel mandamento Seralcadio tra Porta Nuova e Porta Carini.

## Storia
Sotto il governo del viceré di Sicilia Pietro Girón, duca d'Ossuna, gli abitanti del quartier avanzarono l'istanza per l'apertura di un nuovo varco d'accesso. Alla richiesta si aggiunsero anche le sollecitazioni dei religiosi del convento della Nunziata alla Zisa del Terzo ordine regolare di San Francesco.
Murata nel 1708, fu restaurata e perfezionata dall'ingegnere Francesco Ingastone, e riaperta al traffico l'11 ottobre 1732.
Adiacente è il baluardo di Porta d'Ossuna. Fu venduto dal Senato al marchese Guccia che vi fabbricò la sua abitazione.
La porta fu demolita nel 1872.

## Posizione
Catacombe di Porta d'Ossuna scoperte durante i lavori di scavo per la costruzione del convento delle Cappuccinelle della chiesa della Sacra Famiglia.

## Struttura
La porta era costituita da pietre d'intaglio; sulla sommità recava un affresco raffigurante la Vergine Maria, un'aquila di marmo con le armi reali, quelle del Viceré, quelle del Senato Palermitano; infine, sopra l'arco una lapide con iscrizione.